# 카보베르데의 국장

카보베르데의 국장

카보베르데의 국장은 1992년에 제정되었다.
국장 가운데에 그려져 있는 원 안쪽에는 카보베르데의 공식 명칭인 "카보베르데 공화국"(República de Cabo Verde)이 포르투갈어로 쓰여 있다. 원 가운데에는 삼각형 안에는 횃불이 그려져 있고 원 아래에는 세 개의 파란색 가로 줄무늬가 그려져 있다. 삼각형과 횃불은 자유와 나라의 단결을 의미한다.
원 바깥쪽에는 고리 모양을 형성한 10개의 별이 그려져 있다. 10개의 별은 카보베르데를 구성하는 10개의 섬을 의미한다. 원 위쪽에는 추가 놓여 있는데 추는 정의를 의미한다. 원 양쪽에는 두 개의 야자나무 가지가 그려져 있고 야자나무 가지 사이에는 하나로 연결된 두 개의 쇠사슬 고리가 그려져 있다.
카보베르데의 국기나 국가와 마찬가지로 국장 역시 이전에는 기니비사우의 국장과 유사한 디자인의 것을 사용하였다. 그러나 1992년에 현재의 것으로 새로 바뀌었다.

## 역대 카보베르데의 국장

포르투갈령 카보베르데의 문장 (1935년 5월 8일 ~ 1951년 6월 11일)
포르투갈령 카보베르데의 문장 (1951년 6월 11일 ~ 1975년 7월 5일)
포르투갈령 카보베르데의 소형 문장 (1935년 5월 8일 ~ 1975년 7월 5일)
카보베르데의 국장 (1975년 7월 5일 ~ 1992년 9월 22일)